# Liste der Abgeordneten zum Greizer Landtag (1896–1899)
Diese Liste nennt die Abgeordneten zum Greizer Landtag 1896–1899.

## Vorbemerkungen
Der Greizer Landtag bestand 1867 bis 1919. Bis 1918 wurden die Abgeordneten auf sechs Jahre gewählt. Alle drei Jahre schied eine Hälfte der Abgeordneten aus und wurde neu gewählt. Entsprechend teilt sich die Liste nach den Wahlen in 3-Jahresabschnitte auf. Neben den Abgeordneten wurden auch individuelle Stellvertreter gewählt. Diese sind aufgeführt, wenn sie an Landtagen teilgenommen haben.
Unter „Wahlbezirk“ ist angegeben, wie die Wahl zustande kam.
- Drei der Mitglieder wurden vom Fürsten ernannt, gekennzeichnet mit „F“
- Zwei der Mitglieder wurden von den Ritterguts- und Großgrundbesitzern in direkter Wahl gewählt, gekennzeichnet mir „RG“
- Sieben Mitglieder wurden von den übrigen Staatsbürgern in indirekter Wahl gewählt, gekennzeichnet mit „AW“. AW 1 und 2 entsprachen jeweils eine Hälfte der Stadt Greiz, AW 3 der Stadt Zeulenroda, AW 4 bis 6 waren Landgemeinden der Herrschaft Greiz und AW 7 die Landgemeinden der Herrschaft Burgk.

Das Parteienwesen entstand erst im Laufe der Zeit. Für die Anfangszeit ist unter „Partei“ die politische Richtung des Abgeordneten angegeben, als NL für Nationalliberal oder kons für Konservativ.

## Liste
| Name                            | Wohnort              | Wahlbezirk | gewählt bis       | Partei | Anmerkung |
| ------------------------------- | -------------------- | ---------- | ----------------- | ------ | --- |
| Heinrich Albert                 | Greiz                | AW 1       | 11. November 1899 | ./.    | wurde als Nachfolger des verstorbenen Feustel gewählt                                                                        |
| Oskar von Cornberg              | Greiz                | F          | 11. November 1899 | ./.    | Vom 4. Oktober bis 11. November 1899 Vertreter von Steinhäuser                                                               |
| Richard von Geldern-Crispendorf | Greiz                | RG         | 11. November 1902 | kons   | Landtagspräsident |
| Hugo Hanitsch                   | Zeulenroda           | F          | 11. November 1902 | ./.    | Landtagsvizepräsident. Ernennung am 8. November 1897, Mandat am 10. Dezember 1900 niedergelegt. Nachfolger wurde Steinhäuser |
| Heinrich Hartmann               | Tschirma             | AW 5       | 11. November 1899 | ./.    | 0 |
| Friedrich Wilhelm Hupfer        | Gottesgrün           | F          | 11. November 1902 | ./.    | Ernennung am 27. November 1897                                                                                               |
| Walther Jahn                    | Greiz                | AW 6       | 11. November 1902 | NLP    | 0 |
| Wilhelm Liebold                 | Zeulenroda           | AW 3       | 11. November 1899 | ./.    | 0 |
| Oskar Otto                      | Greiz                | AW 2       | 11. November 1902 | ./.    | 0 |
| Heinrich Reinhold               | Frauenreuth          | AW 4       | 11. November 1899 | ./.    | 0 |
| Hermann Spörl                   | Schönbach            | AW 7       | 11. November 1902 | ./.    | 0 |
| Adolf Steinhäuser               | Greiz                | F          | 11. November 1899 | ./.    | 0 |
| Erdmann Völckel junior          | Rittergut Hohenölsen | RG         | 11. November 1899 | ./.    | 0 |